# 斯蒂芬·科尔·克莱尼
斯蒂芬·科尔·克莱尼（英語：Stephen Cole Kleene，1909年1月5日—1994年1月25日）是一名美國數學家、逻辑學家，主要从事對可計算函數的研究，而他的遞歸理論研究有助於奠定理論電腦科學的基礎。他為數學直覺主義的基礎做出了重要貢獻，克莱尼層次結構、克莱尼代数、克莱尼星号（克莱尼閉包）、克莱尼遞歸定理和克莱尼不動點定理數學概念以他的名字命名。他也是正規表示法的發明者。

## 生平
斯蒂芬·科尔·克莱尼出生於美國康涅狄克州的哈特福德。他的父親古斯塔夫·克莱尼（Gustav Adolph Kleene）是一位經濟學教授，母親艾麗絲·科爾（Alice Lena Cole）是一位詩人。
克莱尼於1930年在阿默斯特學院獲得學士學位，於1934年在普林斯頓大學獲得數學博士學位。他的導師阿隆佐·邱奇是著名的邏輯學家。丘奇在1936年使用lambda演算來證明了判定問題是沒有答案的；克莱尼的博士論文題目為“形式邏輯中的正整數理論”。
在20世紀30年代，他在丘奇的lambda演算上做了重要的工作。 1935年，他加入了威斯康辛大學麥迪遜分校數學系，在那裡度過了他幾乎所有的職業生涯。在擔任導師兩年後，他於1937年被任命為助理教授。1939年至1940年間，他是普林斯頓高等研究所的訪問學者。他為遞歸理論奠定了基礎，這個研究領域將是他一生的研究興趣。1941年，他回到了阿默斯特學院並在那任職了一年的數學副教授。
克莱尼在二戰期間是美國海軍少校，他是紐約美國海軍預備役軍艦學校的導航教官，之後是華盛頓海軍研究實驗室的專案主任。克莱尼1946年回到威斯康辛州，1948年成為正教授，1964年成為“Cyrus C. MacDuffee”數學教授。他于1962年到1963年担任數學與計算機科學系主任，1969年到1974年担任文學院與科學院院長。儘管當時的越南戰爭引起了學生們的不安，但他還是接受了後者的任命。他於1979年從威斯康辛大學退休。1999年，威斯康辛大學的數學圖書館以他的榮譽而更名。
克莱尼在威斯康辛州的教學產生了3篇关于數學邏輯的文章，一篇发表于1952年，一篇发布于1967年，还有一篇和Vesley合作的发布于1965年。前2個經常被引用，仍然在印刷中。克莱尼1952年的论文給哥德爾不完備定理提供了另外的證明，這些定理增強了其規範地位，使其更容易教導和理解。克莱尼和Vesley合写于1965年的论文是美國人對直覺主義邏輯和數學的經典介紹。克莱尼曾于1956年至1988年擔任符號邏輯協會（Association for Symbolic Logic）主席，1961年擔任國際科學史與科學哲學聯盟（International Union of History and Philosophy of Science）主席。1990年，他被授予國家科學獎章。克莱尼工作的重要性導致了“克莱尼性就在哥德爾性之左右”（Kleeneness is next to Gödelness）的說法。

## 作品
- Stephen Kleene.  [自然数的一般递归函数]. Math. Ann.. 1936, (112): 727–742 （英语）.
- Stephen Kleene.  [数学导论]. New York: Van Nostrand: Ishi Press. 2009 [1952]  [2018-05-18]. （原始内容存档于2017-10-02） （英语）.[3]
- Stephen Kleene. Claude Shannon; John McCarthy , 编.  [神经网络和有限自动机中的事件表示]. Automata Studies. 1956  [2018-05-18]. （原始内容存档于2009-09-18） （英语）.

## 个人生活
克莱尼和妻子Nancy Elliott有4個孩子。他畢生熱愛緬因州的家庭農場。他是一名熱心的登山者，對自然和環境有濃厚的興趣，並積極參與許多环境保護事業。